# Université d'État du Pomorié
L'université d'État du Pomorié Lomonossov (Поморский государственный университет им. М. В. Ломоносова, ПГУ), est une université russe située à Arkhangelsk qui a existé de façon autonome de 1932 à 2011. Depuis mai 2011, elle a été intégrée à l'université fédérale du Nord.

## Histoire
L'histoire de cet établissement remonte à 1916, lorsqu'est fondée une école normale du nom d'Institut des enseignants. Dans les années 1920, il est renommé en Institut pratique d'instruction populaire d'Arkhangelsk. Le 23 octobre 1932, le comité exécutif du kraï du Nord fonde l'Institut pédagogique du soir avec un département de physique, d'histoire, de lettres, de biologie. En 1938, il devient l'Institut pédagogique d'État d'Arkhangelsk et le 11 décembre 1957, il prend le nom de Mikhaïl Lomonossov. Il reçoit l'insigne d'Honneur en 1982. En 1991, l'institut est formé en Université pédagogique d'État Lomonossov (ПГПУ). Elle devient l'université d'État du Pomorié Lomonossov le 9 décembre 1996.
Le 28 avril 2011, l'université entre dans l'université fédérale du Nord (Arctique) et cesse d'être indépendante, ce qui est effectif le 24 mai 2011.

## Facultés
- Faculté d'humanités

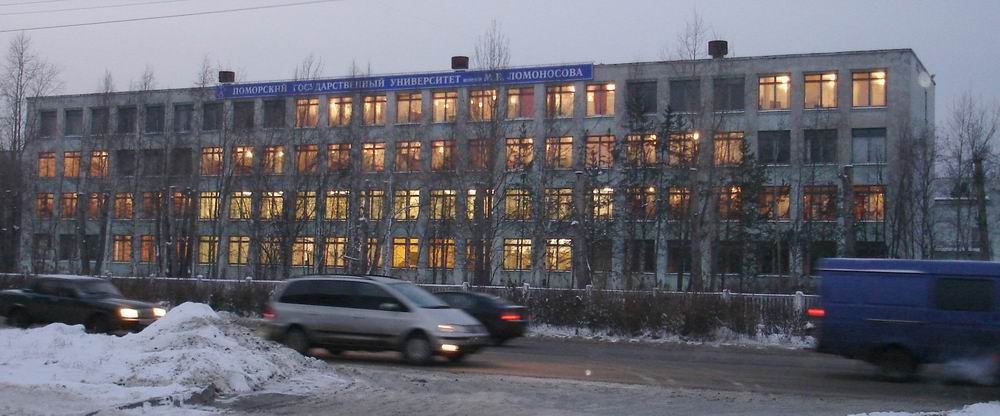
Filiale de l'université à Severodvinsk.

- Faculté de sciences naturelles et de géographie
- Faculté d'histoire
- Faculté de mathématiques
- Faculté de langues étrangères
- Faculté de pédagogique thérapeutique
- Faculté pédagogique d'enseignement primaire et de pédagogique sociale
- Faculté de psychologie
- Faculté de travail social
- Faculté de technologie et d'entreprenariat
- Faculté d'administration
- Faculté de culture physique
- Faculté de philologie et de journalisme
- Faculté de physique[4]
- Faculté de droit

## Anciens élèves
- Igor Krasnov, procureur général de la fédération de Russie